# Ілля Антонов (футболіст)
Ілля Антонов (ест. Ilja Antonov; нар. 5 травня 1992, Таллінн) — естонський футболіст, півзахисник клубу «Арарат-Вірменія» і національної збірної Естонії.

## Клубна кар'єра
У дорослому футболі дебютував 2008 року виступами за команду «Арарат» (Таллінн) з третього естонського дивізіону, в якій того року взяв участь у 12 матчах чемпіонату.
Згодом з 2009 по 2011 рік грав у складі друголігових «Тамме Авто» та «Пуума».
Своєю грою за останню команду привернув увагу представників тренерського штабу талліннської «Левадії», до складу якої приєднався 2012 року. Протягом наступних п'яти років був основним гравцем команди, яка за цей період по два рази вигравала чемпіонат Естонії, ставала володарем Кубка і Суперкубка країни. В останні роки виступів за «Левадію» був капітаном команди.
Згодом першу половину 2017 року грав за австрійський «Горн», після чого став гравцем словенського «Рудара» (Веленє), звідки через сезон перейшов до румунського «Германнштадта».
Влітку 2019 року став гравцем вірменського «Арарат-Вірменія», у складі якого вже у вересні того ж року допоміг команді здобути Суперкубок країни.

## Виступи за збірні
Протягом 2012—2013 років залучався до складу молодіжної збірної Естонії. На молодіжному рівні зіграв у 15 офіційних матчах, забив 2 голи.
2012 року дебютував в офіційних матчах у складі національної збірної Естонії.

## Титули і досягнення
- Володар Кубка Естонії (3):

ФКІ Левадія: 2011/12, 2013/14, 2020/21
- Чемпіон Естонії (3):

ФКІ Левадія: 2013, 2014, 2021
- Володар Суперкубка Естонії (3):

ФКІ Левадія: 2013, 2015, 2022
- Володар Суперкубка Вірменії (1):

«Арарат-Вірменія»: 2019
- Чемпіон Вірменії (1):

«Арарат-Вірменія»: 2019/20